# Avatar: Dòng chảy của nước
Avatar: Dòng chảy của nước (tựa gốc tiếng Anh: Avatar: The Way of Water) là một bộ phim khoa học viễn tưởng sử thi của Mỹ năm 2022 do James Cameron đạo diễn, người đồng viết kịch bản với Rick Jaffa và Amanda Silver từ một câu chuyện mà bộ ba viết cùng Josh Friedman và Shane Salerno. Được sản xuất bởi Lightstorm Entertainment và TSG Entertainment và được phát hành bởi 20th Century Studios, đây là phần tiếp theo của Avatar (2009) và là phần thứ hai trong loạt phim Avatar. Các diễn viên Sam Worthington, Zoe Saldaña, Stephen Lang, Joel David Moore, CCH Pounder, Giovanni Ribisi, Dileep Rao và Matt Gerald tiếp tục vai diễn của họ trong phần phim gốc, với Sigourney Weaver trở lại trong một vai phụ. Dàn diễn viên mới bao gồm Kate Winslet, Cliff Curtis, Edie Falco và Jemaine Clement. Trong phim, người Na'vi Jake Sully (Worthington) và gia đình tìm nơi ẩn náu với tộc Metkayina của Pandora và phải bảo vệ trước mối đe dọa mới của con người.
Cameron đã tuyên bố vào năm 2006 rằng anh ấy muốn làm phần tiếp theo của Avatar nếu nó thành công, và anh ấy đã công bố hai phần tiếp theo đầu tiên vào năm 2010, sau thành công vang dội của phần đầu tiên, với phần tiếp theo đầu tiên dự kiến ra mắt vào năm 2014. Tuy nhiên, việc bổ sung thêm hai phần tiếp theo, tổng cộng là năm phim Avatar, và sự cần thiết phải phát triển công nghệ mới để quay các cảnh dưới nước, một thành tích chưa từng đạt được trước đây, đã dẫn đến sự chậm trễ đáng kể cho quá trình sản xuất. cho phép đoàn làm phim có thêm thời gian để viết, tiền sản xuất và hiệu ứng hình ảnh. Quá trình quay phim diễn ra đồng thời với bộ phim thứ ba hiện chưa có tên, bắt đầu ở Manhattan Beach, California, vào ngày 15 tháng 8 năm 2017. Địa điểm quay phim chuyển đến Wellington, New Zealand vào ngày 25 tháng 9 năm 2017 và kết thúc vào cuối tháng 9 năm 2020 sau ba năm bấm máy. Với kinh phí ước tính khoảng 350–460 triệu USD, đây là một trong những phim điện ảnh có kinh phí cao nhất từng được thực hiện.
Sau nhiều lần trì hoãn lịch phát hành dự kiến, Avatar: Dòng chảy của nước được công chiếu lần đầu tại London vào ngày 6 tháng 12 năm 2022 và được phát hành tại rạp ở Hoa Kỳ và Việt Nam vào ngày 16 tháng 12 năm 2022. Các nhà phê bình khen ngợi bộ phim về hiệu ứng hình ảnh và thành tựu kỹ thuật nhưng gọi cốt truyện là mỏng và chỉ trích thời lượng dài của nó. Bộ phim đã thu về hơn 1,953 tỷ USD trên toàn thế giới. Bộ phim vượt mốc tỷ đô la nhanh hơn so với phần trước của nó, khiến nó trở thành bộ phim vượt mốc tỷ đô la nhanh thứ sáu (14 ngày), trong khi bộ phim gốc vượt mốc 1 tỷ đô la sau 19 ngày. Nó cũng trở thành bộ phim thứ tư được phát hành sau ảnh hưởng của đại dịch COVID-19 vượt mốc 1 tỷ USD và là phim có doanh thu cao nhất trong năm 2022. Các tổ chức như Ủy ban Quốc gia về Phê bình Điện ảnh và Viện phim Mỹ đã vinh danh Avatar: Dòng chảy của nước là một trong mười phim hay nhất năm 2022. Phim cũng nhận được nhiều giải thưởng khác, bao gồm các đề cử cho Phim chính kịch hay nhất và Đạo diễn xuất sắc nhất tại giải Quả cầu vàng lần thứ 80.

## Nội dung
Hơn một thập kỷ sau khi người Na'vi đẩy lùi cuộc xâm lược của loài người vào Pandora bởi Cơ quan Quản lý Phát triển Tài nguyên (RDA), Jake Sully sống với tư cách là tộc trưởng của gia tộc Omaticaya và lập gia đình với Neytiri, bao gồm các con trai Neteyam và Lo'ak, con gái Tuk, con gái nuôi Kiri (được sinh ra từ thế thân trơ của Grace Augustine), và một cậu bé loài người tên là Spider, con trai của Đại tá Miles Quaritch, người sinh ra trên Pandora và không thể được chuyển đến Trái đất trong trạng thái đông lạnh do còn nhỏ. Trước sự thất vọng của người Na'vi, RDA quay trở lại để chuẩn bị cho thế giới quê hương Pandora của họ cho sự xâm chiếm của con người, với lý do Trái đất đang chết. Trong số những RDA mới đến có 'người tái tổ hợp', thế thân Na'vi được cấy ghép tâm trí và ký ức của những người lính đã chết, với người tái tổ hợp của Quaritch đóng vai trò là thủ lĩnh của họ.
Jake tiến hành một chiến dịch du kích chống lại các đường tiếp tế của RDA, nhưng Quaritch và cấp dưới của anh ta tiến hành một nhiệm vụ chống lại quân nổi dậy của Jake và bắt cóc con của anh. Jake và Neytiri đến và giải thoát hầu hết bọn họ, nhưng Spider bị Quaritch bắt đi, người nhận ông ta là con trai mình. Hắn quyết định dành thời gian với cậu để thu hút Spider về phía mình, và ngược lại, Spider dạy Quaritch về văn hóa và ngôn ngữ Na'vi. Nhận thức được mối nguy hiểm khi Spider biết về nơi ở của anh ta có thể gây ra sự an toàn cho họ, Jake và gia đình anh ta rời khỏi Omaticaya và rút lui đến bộ tộc người dân rạn san hô Metkayina ở bờ biển phía đông của Pandora. Mặc dù Jake và gia đình của anh ấy được cho trú ẩn, nhưng họ bị một số người trong bộ tộc nhìn với ác cảm do di sản loài người của họ. Tuy nhiên, gia đình học cách sống của những người sống ở rạn san hô, Kiri phát triển mối liên kết tinh thần với biển và các sinh vật của nó, còn Lo'ak kết bạn với Tsireya, con gái tộc trưởng Tonowari và vợ ông Ronal.
Lo'ak đánh nhau với Aonung, anh trai của Tsireya. Khi cậu quay lại để xin lỗi trước sự khăng khăng của Jake, Aonung và những người bạn của cậu ta đã dụ cậu tham gia một chuyến đi vào lãnh thổ của một kẻ săn mồi nguy hiểm trên biển và bỏ mặc cậu mắc kẹt. Lo'ak được cứu và kết bạn với Payakan, một tulkun, một loài cá voi thông minh và theo chủ nghĩa hòa bình mà người Metkayina coi là gia đình tinh thần của họ. Khi trở về, Lo'ak nhận lỗi về mình, làm bạn của Aonung, nhưng được biết rằng Payakan là kẻ bị ruồng bỏ trong giống loài của cậu. Trong một chuyến đi đến Cây linh hồn của Metkayina, Kiri liên kết với nó để gặp mẹ cô nhưng bị lên cơn co giật dữ dội. Cô bé được chữa lành bởi Ronal, nhưng khi Jake gọi cho Norm Spellman và Max Patel để được giúp đỡ, Quaritch đã có thể theo dõi họ đến quần đảo nơi người dân rạn san hô sinh sống. Mang theo Spider bên mình, hắn ta chỉ huy một tàu săn cá voi đang săn lùng các tulkun để thu hoạch các enzym não của chúng để làm thuốc chống lão hóa có tên là amrita. Quaritch bắt đầu chất vấn gay gắt các bộ lạc bản địa về vị trí của Jake; Khi điều này không có kết quả, hắn ra lệnh cho đội săn cá voi cố tình giết các tulkun để lôi kéo Jake ra ngoài. Lo'ak liên kết về mặt tinh thần với Payakan và biết rằng tulkun đã bị trục xuất vì chú đi ngược lại đường lối hòa bình của loài mình và chiến đấu chống lại những kẻ săn cá voi RDA đã giết mẹ chú.
Khi Metkayina biết về vụ giết tulkun, Lo'ak lên đường để cảnh báo Payakan, theo sau là các anh chị em của cậu, Tsireya, Aonung và Rotxo. Họ thấy Payakan đang bị truy đuổi bởi những người săn cá voi, còn Lo'ak, Tsireya và Tuk bị Quaritch bắt giữ. Khi những đứa con của họ gặp nguy hiểm, Jake, Neytiri và Metkayina bắt đầu đối đầu với loài người. Quaritch buộc Jake phải đầu hàng, nhưng khi thấy Lo'ak đang lâm nguy, Payakan đã tấn công những kẻ săn cá voi, gây ra một cuộc chiến giết chết hầu hết thủy thủ đoàn và đánh chìm con tàu. Neteyam giải cứu Lo'ak, Tsireya và Spider, nhưng bị bắn trọng thương. Jake đối mặt với Quaritch, kẻ dùng Kiri làm con tin. Khi Neytiri làm điều tương tự với Spider, Quaritch lúc đầu phủ nhận mối quan hệ của anh ta với anh ta nhưng từ chối khi Neytiri cắt ngang ngực Spider.
Jake, Quaritch, Neytiri và Tuk cuối cùng bị mắc kẹt bên trong con tàu đang chìm. Jake bóp cổ Quaritch đến bất tỉnh và được Lo'ak và Payakan cứu, trong khi Kiri triệu hồi các sinh vật biển để giúp cô cứu Neytiri và Tuk. Spider giải cứu Quaritch, nhưng từ bỏ sự tàn ác của mình và gia nhập gia đình Jake. Sau đám tang của Neteyam, Jake thông báo cho Tonowari và Ronal về quyết định rời khỏi Metkayina. Tuy nhiên, Tonowari trân trọng xác định anh là một phần của gia tộc và chào đón gia đình anh ở lại. Jake và gia đình chấp nhận và tạo dựng một cuộc sống mới trên biển, Jake thề sẽ tiếp tục chiến đấu với những kẻ xâm lược loài người.

## Diễn viên
- Sam Worthington trong vai Jake Sully, một người từng yêu Neytiri và kết bạn với người Na'vi sau khi trở thành thành viên của Chương trình Avatar, cuối cùng đứng về phía họ trong cuộc xung đột với con người và dẫn họ đến chiến thắng. Anh ta rời bỏ cơ thể con người của mình để vĩnh viễn trở thành người Na'vi và hiện là thủ lĩnh của Omaticaya.[12][13]
- Zoe Saldana trong vai Neytiri, con gái của tộc trưởng tiền nhiệm, Tsahìk tương lai của tộc, và là bạn đời của Jake.[12][13]
- Sigourney Weaver trong vai Kiri, con gái của thế thân người Na'vi của Tiến sĩ Grace Augustine, được Jake và Neytiri nhận nuôi.[14] Weaver ban đầu xuất hiện trong bộ phim đầu tiên với vai Tiến sĩ Grace Augustine. Mặc dù cả Weaver và Cameron đều xác nhận rằng cô ấy sẽ trở lại trong các phần tiếp theo, nhưng vào năm 2014, cô ấy đã tuyên bố rằng cô ấy sẽ không đóng cùng một nhân vật.[6][15][16] Giống như hầu hết các diễn viên, cô học lặn tự do cho bộ phim và quay những cảnh dưới nước.[17]
  - Weaver cũng đảm nhận vai Tiến sĩ Grace Augustine, một nhà khoa học loài người đứng về phía Na'vi và chết trong cuộc xung đột. Hình đại diện Na'vi của cô ấy được tiết lộ là đã sinh ra Kiri mặc dù cô ấy đã chết. Cô ấy xuất hiện trong bộ phim này trong một đoạn ghi hình và trong một linh ảnh nơi cô ấy gặp Kiri.
- Stephen Lang trong vai Đại tá Miles Quaritch, một người lãnh đạo bộ phận bán quân sự của RDA trong cuộc xung đột của họ với người Na'vi.[18] Sau khi bị giết bởi Neytiri trong cuộc chiến của RDA với Na'vi vào năm 2154, anh ta được RDA hồi sinh dưới dạng Người tái tổ hợp[18] và tìm cách trả thù Jake và gia đình anh ta. Cameron đã tuyên bố vào năm 2010 rằng Lang sẽ trở lại trong ba phần tiếp theo đầu tiên, nói rằng, "Tôi sẽ không nói chính xác chúng tôi sẽ đưa anh ấy trở lại như thế nào, nhưng dù sao đó cũng là một câu chuyện khoa học viễn tưởng. Nhân vật của anh ấy sẽ phát triển đến những nơi thực sự bất ngờ trong vòng cung của câu chuyện ba bộ phim mới của chúng tôi."[19][20] Sau đó, ông tuyên bố rằng Quaritch sẽ đóng vai phản diện chính một lần nữa, trong cả bốn phần tiếp theo.[21][22]
  - Lang cũng đảm nhận vai trò là phiên bản con người của Quaritch trong một đoạn video ghi lại bản thân tái tổ hợp của anh ấy.
- Kate Winslet trong vai Ronal, một thợ lặn tự do của Metkayina và vợ của Tonowari, người đang mang thai.[23][24] Winslet gọi Ronal là "một nhân vật quan trọng trong câu chuyện đang diễn ra" nhưng cũng "tương đối nhỏ so với cảnh quay dài" vì việc quay tất cả các cảnh của cô ấy chỉ mất một tháng.[25] Nó đánh dấu lần đầu tiên cô ấy làm việc với tính năng ghi lại hiệu suất và ghi lại chuyển động hoàn toàn. Cô ấy, giống như hầu hết các diễn viên, cũng phải học lặn tự do cho bộ phim; khi quay một cảnh dưới nước, cô ấy đã nín thở trong hơn bảy phút, một kỷ lục mới cho bất kỳ cảnh phim nào được quay dưới nước.[17][25][26][27]
- Cliff Curtis trong vai Tonowari, tộc trưởng người rạn san hô của Metkayina và chồng của Ronal.[28][29][30]
- Joel David Moore trong vai Dr. Norm Spellman, một cựu thành viên của Chương trình Avatar, người đã chọn đứng về phía Na'vi trong bộ phim đầu tiên.[31]
  - Moore cũng đóng vai Spellman khi ở trong Thế thân Na'vi của anh ấy.
- CCH Pounder trong vai Mo'at, Tsahìk của Omaticaya, và mẹ của Neytiri.[32][33]
- Edie Falco trong vai Tướng Frances Ardmore, chỉ huy phụ trách các lợi ích của RDA.[34]
- Brendan Cowell trong vai Thuyền trưởng Mick Scoresby, người đứng đầu một tàu săn biển tư nhân trên hành tinh Pandora.[35]
- Jemaine Clement trong vai Tiến sỹ Ian Garvin, một nhà sinh học biển.[36]
- Jamie Flatters trong vai Neteyam, con trai đầu lòng và con cả của Jake và Neytiri.[37][38]
- Britain Dalton trong vai Lo'ak, con trai thứ hai của Jake và Neytiri.[37][38]
  - Chloe Coleman trong vai Lo'ak lúc nhỏ.
- Trinity Jo-Li Bliss trong vai Tuktirey ("Tuk"), con gái tám tuổi của Jake và Neytiri và là con út của họ[37][38][39]
- Jack Champion trong vai Miles Quaritch "Spider" Socorro, cậu con trai tuổi thiếu niên của Quaritch sinh ra ở Hell's Gate căn cứ của con người trên Pandora trong phần phim đầu tiên), người đã được Jake và Neytiri cứu và nhận nuôi sau khi họ đã giết cha cậu trước đó.[37][38][40]
- Bailey Bass trong vai Tsireya ("Reya"), một thợ lặn tự do duyên dáng và mạnh mẽ của Metkayina và con gái của Tonowari và Ronal.[37][38]
- Filip Geljo trong vai Aonung, một nam thợ săn trẻ tuổi và thợ lặn tự do của Metkayina và con trai của Tonowari và Ronal.[37][38]
- Duane Evans, Jr. trong vai Rotxo, một nam thợ săn trẻ tuổi và thợ lặn tự do của Metkayina.[37][38]
- Giovanni Ribisi trong vai Parker Selfridge, cựu quản trị viên công ty cho hoạt động khai thác RDA, người xuất hiện trong một bản ghi được thực hiện cho người tái tổ hợp của Quaritch.[41]
- Dileep Rao trong vai Tiến sỹ Max Patel, một nhà khoa học từng làm việc trong Chương trình Avatar và đã đến hỗ trợ cuộc nổi dậy của Jake chống lại RDA trong phần phim đầu tiên.[42]
- Matt Gerald trong vai Hạ sỹ Lyle Wainfleet, một lính đánh thuê đã chiến đấu và hy sinh trong trận chiến của RDA chống lại Na'vi vào năm 2154. Nhiều năm sau, RDA đã đặt ký ức của anh ta vào một Người tái tổ hợp. Gerald được thông báo sẽ tiếp tục vai diễn của mình vào tháng 8 năm 2017.[30]

Ngoài ra, Alicia Vela-Bailey xuất hiện, không được công nhận, với tư cách là Zdinarsk, một Người tái tổ hợp và là thành viên của Phi đội Tái tổ hợp số 1. Vela-Baily trước đây đã miêu tả Ikeyni, thủ lĩnh của tộc Na'vi Ikran, trong Thế thần gốc. Cô cũng được giới thiệu là diễn viên đóng thế trong cả hai bộ phim. CJ Jones xuất hiện, cũng không được công nhận, với tư cách là thông dịch viên Metkayina của ngôn ngữ ký hiệu Na'vi do ông tạo ra.

## Sản xuất

### Phát triển

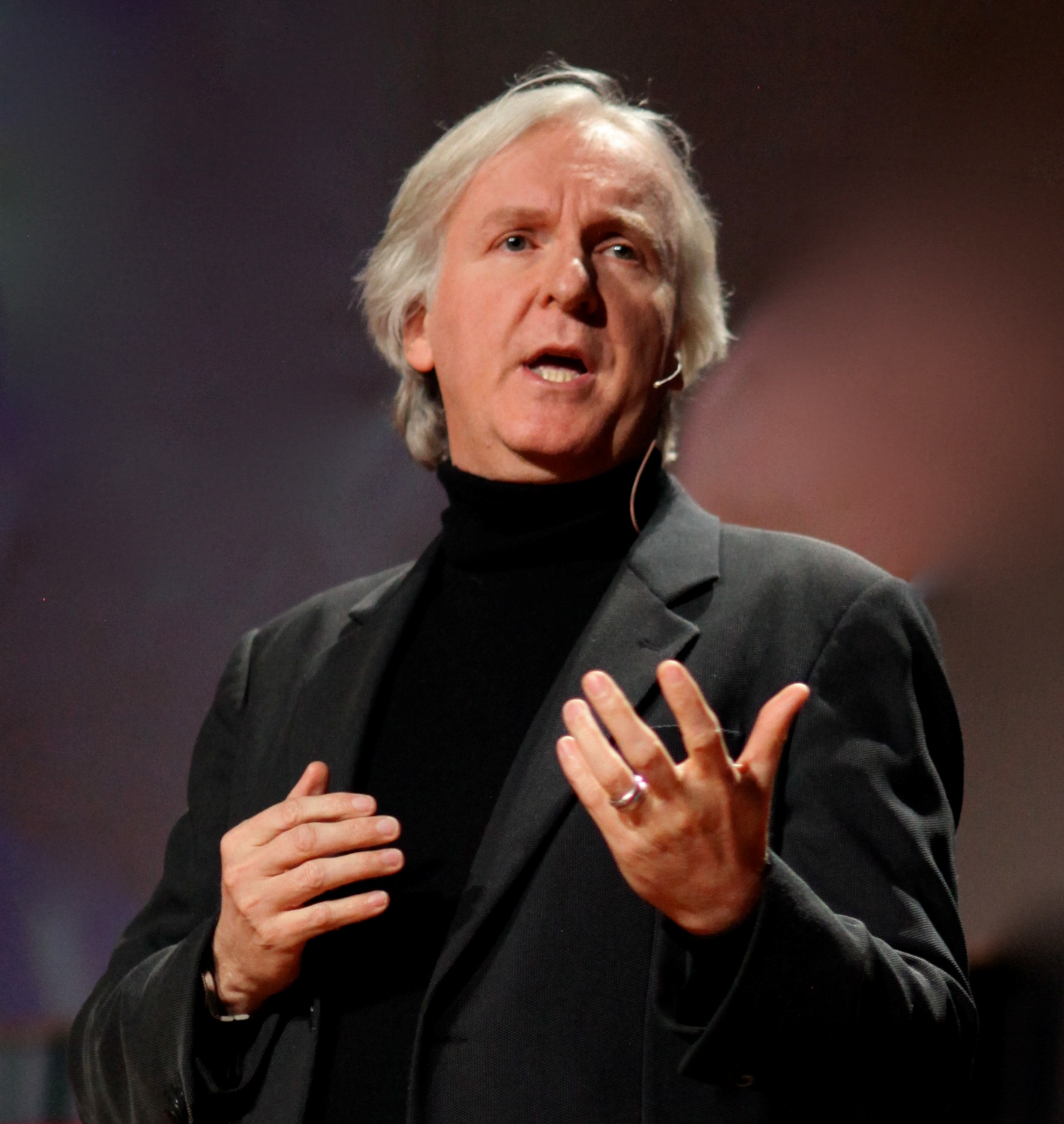
Đạo diễn James Cameron năm 2010

Năm 2006, James Cameron tuyên bố rằng nếu Avatar (2009) thành công, ông sẽ xem xét thực hiện hai phần tiếp theo. Năm 2010, ông cho biết các phần tiếp theo sẽ được tiến hành theo kế hoạch nhờ thành công vang dội của bộ phim. Các phần tiếp theo ban đầu được lên kế hoạch phát hành vào tháng 12 năm 2014 và 2015. Anh ấy đã đưa một số cảnh nhất định vào phần phim đầu tiên cho các phần tiếp theo của câu chuyện trong tương lai. Cameron đã lên kế hoạch quay các phần tiếp theo và bắt đầu làm việc "khi cuốn tiểu thuyết đã hoàn thành". Ông tuyên bố rằng các phần tiếp theo sẽ mở rộng vũ trụ trong khi khám phá các mặt trăng khác của Polyphemus. Phần hậu truyện đầu tiên sẽ tập trung vào đại dương Pandora và cũng có nhiều khu rừng nhiệt đới hơn. Ông định ghi lại cảnh quay cho phần tiếp theo ở đáy Rãnh Mariana bằng tàu lặn nước sâu. Năm 2011, Cameron nói rằng ông chỉ mới bắt đầu thiết kế hệ sinh thái đại dương của Pandora và các thế giới khác để đưa vào câu chuyện. Cốt truyện, mặc dù tiếp tục chủ đề môi trường của phần phim đầu tiên, nhưng sẽ không quá "khắc nghiệt" vì bộ phim sẽ tập trung vào giải trí. Các phần hậu truyện đã được xác nhận là tiếp tục theo sát các nhân vật của Jake và Neytiri vào tháng 12 năm 2009. Cameron ngụ ý rằng con người sẽ trở lại với tư cách là nhân vật phản diện của câu chuyện. Năm 2011, Cameron tuyên bố ý định quay các phần tiếp theo ở tốc độ khung hình cao hơn tiêu chuẩn ngành là 24 khung hình mỗi giây, nhằm tăng thêm cảm giác chân thực.
Vào năm 2013, Cameron thông báo rằng các phần tiếp theo sẽ được quay ở New Zealand, với việc quay phim sẽ diễn ra vào năm 2014. Một thỏa thuận với chính phủ New Zealand yêu cầu ít nhất một buổi ra mắt thế giới phải được tổ chức tại Wellington và ít nhất NZ$ 500 triệu (khoảng 410 triệu đô la Mỹ theo tỷ giá hối đoái tháng 12 năm 2013) để chi cho hoạt động sản xuất ở New Zealand, bao gồm quay phim người thật đóng và hiệu ứng hình ảnh. Chính phủ New Zealand tuyên bố sẽ tăng mức hoàn thuế cơ bản cho việc làm phim từ 15% lên 20%, trong đó 25% dành cho các sản phẩm quốc tế trong một số trường hợp và 40% cho các sản phẩm của New Zealand (theo định nghĩa của phần 18 của Ủy ban Điện ảnh New Zealand Đạo luật 1978).
Cameron lần đầu tiên đề cập đến phần tiếp theo thứ ba vào năm 2012; và được chính thức xác nhận vào năm sau. Khi đó Cameron đang tìm cách phát hành Avatar 2 vào năm 2015, nhưng vào cuối năm đó, quá trình sản xuất đã được dời lại vào năm 2014, với bộ phim sẽ được phát hành vào tháng 12 năm 2016, và tiếp theo là hai phần tiếp theo khác vào năm 2017 và 2018. Đến năm 2015, ngày phát hành dự kiến của các phần tiếp theo đều bị lùi lại một năm, với phần tiếp theo đầu tiên dự kiến sẽ được phát hành vào tháng 12 năm 2017; điều này là do quá trình viết, mà Cameron gọi là "một công việc phức tạp". Tháng sau, Fox thông báo hoãn phát hành thêm. Vào tháng 2 năm 2016, việc sản xuất các phần tiếp theo đã được lên kế hoạch bắt đầu vào tháng 4 năm 2016 tại New Zealand. Vào tháng 4 năm 2016, Cameron thông báo tại CinemaCon rằng sẽ có bốn phần tiếp theo của Avatar, tất cả sẽ được quay đồng thời. Bốn phần tiếp theo của Avatar chia sẻ ngân sách 1 tỷ đô la Mỹ (ví dụ: 250 triệu đô la Mỹ mỗi phim).
Các thành viên mới của đoàn bao gồm nhà quay phim Russell Carpenter, người đã làm việc với Cameron trong True Lies (1994) và Titanic (1997), và Aashrita Kamath, người sẽ đóng vai trò chỉ đạo nghệ thuật cho cả bốn phần tiếp theo. Kirk Krack, người sáng lập Performance Freediving International , từng là huấn luyện viên lặn tự do cho dàn diễn viên và đoàn làm phim cho các cảnh quay dưới nước. Một số sinh vật lần đầu tiên được giới thiệu tại điểm thu hút của công viên giải trí Walt Disney World Avatar Flight of Passage đã được giới thiệu trong phim.
Vào năm 2019, sau khi một số phương tiện truyền thông chia sẻ tin đồn về các tựa phim tiềm năng cho các phần tiếp theo của Avatar, bao gồm cả cái tên Avatar: The Way of Water, Cameron đã xác nhận rằng các tựa phim được đề cập là "trong số các tựa phim đang được xem xét" nhưng chưa được hoàn thiện vào thời điểm đó.
Vào năm 2022, Cameron nói rằng khoảng mười phút "hành động đấu súng" đã bị cắt khỏi phim vì ông "không còn hứng thú với việc tôn sùng bạo lực súng đạn", mặc dù ông được biết đến như một "nhà làm phim hành động".

### Kịch bản
Vào năm 2012, Cameron tuyên bố rằng các phần tiếp theo được viết thành "những câu chuyện riêng biệt có cốt truyện tổng thể bao gồm phần phim đầu tiên", với phần thứ hai có một kết luận rõ ràng thay vì phần mở đầu cho phần phim tiếp theo. Các nhà biên kịch cũng đã được công bố: Josh Friedman cho phần đầu tiên, Rick Jaffa và Amanda Silver cho phần thứ hai và Shane Salerno cho phần thứ ba. Tuy nhiên, Friedman sau đó đã làm rõ và tuyên bố rằng Jaffa và Silver đang viết phần đầu tiên trong số bốn phần tiếp theo và ông đang viết phần thứ hai. Vào tháng 4 năm 2014, Cameron dự kiến sẽ hoàn thành (sau đó) ba kịch bản trong vòng sáu tuần, nói rằng cả ba phần tiếp theo sẽ được sản xuất đồng thời và vẫn dự kiến phát hành từ tháng 12 năm 2016 đến năm 2018. Ông nói rằng mặc dù Friedman, Jaffa và Silver, và Salerno mỗi người đều đồng viết một phần tiếp theo với ông, nhưng lúc đầu họ làm việc cùng nhau trên cả ba kịch bản: "Tôi không chỉ định cho mỗi người viết bộ phim nào. sẽ làm việc cho đến ngày cuối cùng. Tôi biết nếu tôi giao trước kịch bản cho họ, họ sẽ bỏ qua mỗi khi chúng tôi nói về bộ phim khác." Cameron nói thêm rằng họ đã "xây dựng từng nhịp của câu chuyện trong cả ba bộ phim để tất cả kết nối thành một, đại loại là câu chuyện ba phim", một quá trình sáng tạo được truyền cảm hứng từ những trải nghiệm của anh ấy trong phòng viết phim truyền hình dài tập của anh ấy Dark Angel. Quá trình viết kịch bản mất nhiều thời gian hơn dự kiến, buộc Cameron phải trì hoãn việc phát hành phim thêm vào năm 2015.
Anh ấy đã dành một năm để viết và hoàn thành kịch bản đầy đủ cho phần tiếp theo đầu tiên có tựa đề Avatar: The High Ground, một bản xử lý dài 130 trang rồi ném nó ra và bắt đầu lại vì "nó không đủ thành phần bất ngờ", đó là một trong số các yếu tố quan trọng về phần tiếp theo, theo Cameron. Tại một thời điểm, anh ấy đe dọa sẽ sa thải các nhà văn của mình vì họ chỉ tập trung vào những câu chuyện mới hơn là tìm ra điều gì đã làm nên thành công của bộ phim gốc. Vào tháng 12 năm 2015, Cameron tuyên bố trong một cuộc phỏng vấn với Entertainment Weekly, nói rằng "Tôi đang trong quá trình thực hiện một lượt khác thông qua cả ba tập lệnh [...] Chỉ đang tinh chỉnh. Điều đó song song với quá trình thiết kế. Quá trình thiết kế tại thời điểm này đã rất hoàn thiện. Chúng tôi đã thiết kế được khoảng một năm rưỡi. Tất cả các nhân vật, bối cảnh và sinh vật đều được [thiết lập] khá nhiều." Vào ngày 11 tháng 2 năm 2017, Cameron thông báo rằng việc viết cả bốn phần tiếp theo đã hoàn tất. Trong một cuộc phỏng vấn ngày 26 tháng 11 cùng năm, ông ước tính rằng các kịch bản đã mất bốn năm để viết tổng thể.
So sánh chủ đề của các phần tiếp theo với phần gốc, Cameron nói rằng "Đây sẽ là sự mở rộng tự nhiên của tất cả các chủ đề, nhân vật và dòng chảy tâm linh ngầm. Về cơ bản, nếu bạn yêu thích phần đầu tiên, bạn sẽ yêu thích những bộ phim này, và nếu bạn ghét nó, có lẽ bạn sẽ ghét những thứ này. Nếu bạn yêu thích nó vào thời điểm đó và sau này bạn nói rằng bạn ghét nó, thì có lẽ bạn sẽ thích những thứ này". Sau đó, ông so sánh các phần tiếp theo với loạt phim Bố già (1972–1990), gọi nó là "câu chuyện gia đình nhiều thế hệ [...] Đó là phần tiếp theo của các nhân vật giống nhau và về những gì xảy ra khi các chiến binh, sẵn sàng thực hiện các hành vi tự sát và nhảy từ vách đá lên lưng những chú Toruk to lớn màu cam, lớn lên và có những đứa con của riêng mình.
Thảo luận về nhân vật Tuk trong một cuộc phỏng vấn vào tháng 2 năm 2019, Cameron đề cập rằng cô ấy 8 tuổi và bộ phim sẽ có một cảnh giữa Jake và Neytiri diễn ra từ góc nhìn của Tuk: "Có một cảnh tranh cãi dài ba trang giữa Jake và Neytiri, một tranh chấp trong hôn nhân, rất, rất quan trọng đối với cốt truyện. Tôi cố gắng quay tất cả từ góc nhìn của đứa trẻ 8 tuổi trốn dưới cấu trúc và nhìn trộm vào. Đã trải qua trải nghiệm với [Sam Worthington] trên Avatar, giờ tôi đã biết cách viết nhân vật Jake tiến lên trên chuyến tàu lượn siêu tốc đầy cảm xúc của bốn phần phim tiếp theo." Trong một cuộc phỏng vấn vào tháng 12 năm 2019, Lang nói rằng nhân vật của anh ấy luôn có ý định trở lại trong các phần tiếp theo, vì Cameron đã chia sẻ với anh ấy "rằng Quaritch có tương lai" khi quay bộ phim gốc.
Sigourney Weaver đã nói rằng "Câu chuyện kể về gia đình, về việc gia đình chúng tôi cố gắng ở bên nhau [và] khoảng thời gian mà tất cả chúng tôi cố gắng bảo vệ lẫn nhau và bảo vệ nơi chúng tôi sống. Nó dựa rất nhiều vào [của James Cameron] gia đình và niềm vui của anh ấy trong gia đình; và còn nữa, bạn dễ bị tổn thương như thế nào khi có con." Cameron đã tuyên bố rằng bộ phim giải quyết những hệ lụy của việc Jake và Neytiri trở thành cha mẹ trong khoảng thời gian đã trôi qua kể từ phần phim đầu tiên. Cameron nói:
Trở thành cha mẹ thay đổi rất nhiều hành vi và hệ thống giá trị của bạn... Những gì chúng ta thấy trong bộ phim đầu tiên là những người không sợ hãi. Jake sẽ ném mình khỏi ikran của mình lên một leonopteryx (sinh vật có trong Avatar) nhưng liệu một ông bố bốn con có làm điều đó không?... Anh ấy đang cố gắng giữ cho những đứa con của mình được sống và cố gắng điều chỉnh cuộc sống của chính mình. Anh ấy vẫn là một chiến binh chứ? Có phải những chàng trai trẻ tuổi 14, 15, 16 sắp lên, háo hức muốn ra trận và chiến đấu cho người dân và cho đất nước của họ? Làm thế nào [Jake] sẽ trở thành một kẻ đạo đức giả và giữ họ lại khi anh ấy phải làm điều đó?

Nhà phê bình Brian Tallerico của RogerEbert.com lưu ý rằng một số chủ đề trong phim lặp lại chủ đề từ các bộ phim trước đó của đạo diễn Cameron, bao gồm Titanic, Aliens (1986), The Abyss (1989), Kẻ hủy diệt (1984) và Kẻ hủy diệt 2: Ngày phán xét (1991). Ví dụ, bộ phim đặt câu hỏi liệu bạn nên chạy trốn khỏi kẻ thù hùng mạnh hay chiến đấu chống lại cái ác của chúng, tương tự như các bộ phim Kẻ hủy diệt. Bộ phim cũng gợi lên các chủ đề về chủ nghĩa môi trường và thuộc địa.

### Chọn diễn viên
Sam Worthington and Zoe Saldaña đã được xác nhận vào tháng 1 năm 2010 đã ký hợp đồng để tiếp tục vai diễn của họ trong các phần tiếp theo. Cuối năm đó, Cameron xác nhận rằng cả Sigourney Weaver and Stephen Lang sẽ trở lại bất chấp cái chết của các nhân vật của họ. Cameron cũng tuyên bố rằng Weaver sẽ góp mặt trong cả ba phần tiếp theo (phần thứ tư chưa được lên kế hoạch vào thời điểm đó), và nhân vật của cô, Grace Augustine, sẽ vẫn còn sống. Tuy nhiên, vào tháng 3 năm 2015, Weaver nói rằng cô ấy sẽ đóng một nhân vật mới trong bộ phim tiếp theo. Cameron đã xác nhận vào năm 2010 rằng Lang sẽ trở lại với vai Quaritch trong ba phần tiếp theo, nói rằng, "Tôi sẽ không nói chính xác chúng tôi sẽ đưa anh ấy trở lại như thế nào, nhưng dù sao đó cũng là một câu chuyện khoa học viễn tưởng. Nhân vật của anh ấy sẽ phát triển thành những địa điểm thực sự bất ngờ xuyên suốt vòng cung của câu chuyện ba phim mới của chúng tôi." Vào tháng 9 năm 2015, Michelle Rodriguez tuyên bố rằng không giống như Weaver và Lang, những nhân vật của họ cũng đã chết trong phần phim đầu tiên, cô ấy sẽ không trở lại trong Avatar 2.
Một số thông báo về dàn diễn viên mới đã được đưa ra vào năm 2017, với Joel David Moore, CCH Pounder và Matt Gerald đều xác nhận sẽ trở lại từ phần phim đầu tiên. Ngoài ra, Cliff Curtis cũng tham gia vào vai Tonowari, thủ lĩnh của bộ tộc người Na'vi ở Metkayina. Vào ngày 23 tháng 9 năm 2017, diễn viên nhí Filip Geljo được tiết lộ là đã ký hợp đồng với một vai không được tiết lộ. Vào ngày 27 tháng 9, bảy diễn viên nhí đã được xác nhận là một phần của dàn diễn viên chính bao gồm Geljo: Jamie Flatters, Britain Dalton và Trinity Bliss trong vai các con của Jake và Neytiri, Geljo, Bailey Bass và Duane Evans Jr. trong vai các thành viên của Metkayina (cùng với Curtis), và Jack Champion, người duy nhất thể hiện trong live action, với tư cách là một con người sinh ra vào ngày Pandora. Cameron sau đó nói rằng dàn diễn viên nhí đã được huấn luyện trong sáu tháng để chuẩn bị cho những cảnh quay dưới nước được quay trong buổi biểu diễn, và giờ đây tất cả họ đều có thể nín thở "trong khoảng từ hai đến bốn phút", ngay cả khi đó Trinity Bliss mới bảy tuổi, và bây giờ "tất cả đều có khả năng hành động dưới nước một cách hoàn hảo, rất bình tĩnh trong khi nín thở".
Vào ngày 3 tháng 10 năm 2017, có thông tin cho rằng Kate Winslet, người đóng vai chính trong Titanic của Cameron, đã tham gia dàn diễn viên của Avatar 2 và có thể là các phần tiếp theo của nó. Cameron nhận xét: "Kate và tôi đã tìm kiếm điều gì đó để làm cùng nhau trong 20 năm, kể từ lần hợp tác của chúng tôi trên Titanic, đây là một trong những phần thưởng xứng đáng nhất trong sự nghiệp của tôi", và nói thêm rằng nhân vật của cô ấy tên là Ronal. Khi được ComicBook.com hỏi về lý do quay lại làm việc với Cameron, Winslet nói rằng anh ấy chỉ đề nghị cô đóng vai Ronal và cô đã nhận lời vì tình yêu của mình dành cho phim Avatar đầu tiên, sự hấp dẫn đối với vai nữ mạnh mẽ và được biên kịch tốt mà cô ấy được giao, tình yêu được ở trên mặt nước và được làm việc với Cameron và dàn diễn viên của phim. Mặc dù bản chất nhân vật của cô ấy ban đầu không được biết rõ, Cameron đã tuyên bố vào tháng sau rằng Ronal là "một phần của Người Biển, người sống ở rạn san hô", liên quan đến tộc người Na'vi của Metkayina, vai diễn đầu tiên của Winslet trong Avatar 2 thông qua ghi lại hiệu suất hoặc ghi lại chuyển động hoàn toàn mà cô ấy mong đợi; vì cô ấy nhất quyết muốn tự mình thực hiện tất cả các chuyển động của nhân vật, nên cô ấy, giống như dàn diễn viên nhí, phải học lặn tự do cho bộ phim. Winslet, người nổi tiếng là miễn cưỡng hợp tác với Cameron một lần nữa vì những tình huống phức tạp mà anh ấy đặt các diễn viên của mình vào các cảnh quay của họ, nói rằng Cameron đã đề xuất vai diễn này cho cô ấy vào tháng 7 năm 2017 khi anh ấy đến để giúp cô ấy và người làm việc chung Titanic của họ là Leonardo DiCaprio tại một buổi gây quỹ ở Pháp, gửi cho cô ấy kịch bản ngay sau đó. Cô ấy nhận xét rằng vai diễn của cô ấy "tương đối nhỏ so với thời lượng quay dài", vì cô ấy sẽ chỉ có một tháng quay phim, nhưng cũng là "một nhân vật quan trọng trong câu chuyện đang diễn ra".
Vào ngày 13 tháng 10 năm 2017, có thông báo rằng Giovanni Ribisi sẽ đóng lại vai Parker Selfridge của anh ấy từ phần phim đầu tiên, trong cả bốn phần phim Avatar sắp tới. Vào ngày 25 tháng 1 năm 2018, Dileep Rao được xác nhận sẽ trở lại với vai Tiến sĩ Max Patel. Một năm sau, Edie Falco và Brendan Cowell tham gia dàn diễn viên trong các vai người thật đóng. Vào tháng 10 năm 2019, Edward Norton tiết lộ rằng anh đã từ chối một vai trong Avatar 2, do chỉ thích đóng vai người Na'vi, nhân vật được đề xuất của anh thì không.

### Quay phim

#### Bản hiệu ứng
Avatar: Dòng chảy của nước được đưa vào sản xuất và bắt đầu quay sơ bộ vào ngày 15 tháng 8 năm 2017, với Manhattan Beach, California, là địa điểm quay chính. Quá trình quay phim chính bắt đầu vào ngày 25 tháng 9 năm 2017, đồng thời với Avatar 3 (2024). Như Sigourney Weaver sau đó đã tiết lộ vào tháng 11, việc quay phim phải được dời lại để cho phép cô ấy quay một vai khách mời trong phần cuối của loạt phim thứ tám của Doc Martin (2004–nay).
Vào ngày 23 tháng 11, Cameron tuyên bố rằng đoàn làm phim đã trải qua các cuộc thử nghiệm với dàn diễn viên trong tháng trước để quay các cảnh dưới nước theo phương thức ghi hình biểu diễn và họ đã quay thành công cảnh đầu tiên trong số đó vào ngày 14 tháng 11, với sáu trong số bảy diễn viên nhí chính của họ, bao gồm cả Trinity Bliss. Anh ấy tuyên bố "chúng tôi đang nhận được dữ liệu thực sự tốt, chuyển động nhân vật đẹp và ghi lại biểu hiện khuôn mặt tuyệt vời. Về cơ bản, chúng tôi đã giải mã được". Anh ấy nói rằng các cuộc thử nghiệm sẽ kéo dài đến tháng 1 năm 2018, vì "chúng tôi vẫn đang làm việc trong bể thử nghiệm nhỏ của mình. Chúng tôi sẽ chuyển sang bể lớn vào tháng 1". Đó là "một cảnh đối thoại", vì theo Cameron, các nhân vật giao tiếp thông qua "một loại ngôn ngữ ký hiệu".
Vào ngày 30 tháng 4 năm 2018, Kate Winslet chỉ còn "một vài ngày" để quay phim. Trong khi quay một cảnh dưới nước, Winslet đã nín thở trong hơn bảy phút, phá vỡ kỷ lục người nín thở lâu nhất khi quay một cảnh phim dưới nước, kỷ lục trước đó do Tom Cruise nắm giữ cho Nhiệm vụ bất khả thi: Quốc gia bí ẩn (2015). Vào tháng 5 năm 2018, Saldaña tuyên bố rằng việc quay phim "mới chỉ hoàn thành được một nửa" và đoàn làm phim "sắp [hoàn thành] việc sản xuất ghi hình chuyển động cho phim [thứ hai và thứ ba], và sau đó, họ sẽ tiến hành ngay đang trong quá trình tiền sản xuất cho phần live-action sẽ quay trong sáu tháng ở New Zealand." Saldaña hoàn thành các cảnh quay của mình vào ngày 8 tháng 6, Avatar 2 và phần tiếp theo của nó, trong khi Cameron cũng tuyên bố rằng 130 ngày ghi lại hiệu suất đã được quay. Vào ngày 14 tháng 11 năm 2018, Cameron thông báo việc quay phim với dàn diễn viên chính đã hoàn thành.

#### Bản người đóng
Vào tháng 2 năm 2019, Landau tuyên bố rằng việc quay phim live-action cho Avatar 2 và 3 sẽ bắt đầu ở New Zealand vào mùa xuân năm 2019. Cameron xác nhận vào cuối tháng đó rằng họ "chỉ hoàn thành [các phần quay chuyển động]. Bây giờ, đó là phần lớn các nhân vật và nó chiếm phần lớn thời lượng của [các] bộ phim. Nhưng thành phần hành động trực tiếp nhỏ phiền phức đó sẽ khiến tôi mất năm tháng trong cuộc đời của mình cho hai bộ phim." Quá trình quay phim cho năm 2019 kết thúc vào ngày 29 tháng 11, để tiếp tục vào năm sau tại New Zealand.
Vào ngày 17 tháng 3 năm 2020, Landau thông báo rằng việc quay các bộ phim tiếp theo của Avatar ở New Zealand đã bị hoãn vô thời hạn do đại dịch COVID-19. Anh ấy cũng xác nhận rằng quá trình sản xuất sẽ vẫn ở Los Angeles. Tuy nhiên, quá trình sản xuất ảo vẫn tiếp tục ở Manhattan Beach, California trong khi hiệu ứng hình ảnh vẫn tiếp tục ở Weta Digital ở Wellington. Vào đầu tháng 5, các quy trình sản xuất đảm bảo an toàn và sức khỏe đã được chính phủ New Zealand thông qua, cho phép tiếp tục quay phim tại quốc gia này. Vào ngày 1 tháng 6 năm 2020, Landau đăng một bức ảnh của anh và Cameron trên Instagram, cho thấy họ đã trở lại New Zealand để tiếp tục quay phim. Sau khi họ đến, Cameron và 55 thành viên phi hành đoàn khác đã đến New Zealand bắt đầu thời gian cách ly 2 tuần dưới sự giám sát của chính phủ tại một khách sạn ở Wellington trước khi họ tiếp tục quay phim. Điều này sẽ khiến Avatar 2 và 3 trở thành những bộ phim bom tấn lớn đầu tiên của Hollywood được tiếp tục sản xuất sau khi bị hoãn quay do đại dịch. Vào ngày 16 tháng 6 năm 2020, Cameron tiếp tục quay phim và Landau đã đăng một bức ảnh đoàn làm phim của anh ấy lên Instagram đang quay phim. Vào tháng 9 năm 2020, Cameron xác nhận rằng việc quay phim hành động trực tiếp ở New Zealand đã được hoàn thành, do đó hoàn thành việc quay bộ phim sau hơn ba năm; anh ấy ước tính Avatar 3 đã hoàn thành "95%", do có các phần live-action chưa được quay bên ngoài New Zealand.
Vào tháng 7 năm 2022, Ủy ban Điện ảnh New Zealand tiết lộ rằng các phần tiếp theo của Avatar đã nhận được khoản tài trợ công trị giá hơn 140 triệu đô la New Zealand thông qua Trợ cấp Sản xuất Màn hình của quốc gia. Để so sánh, bộ ba phim The Hobbit (2012–2014) đã nhận được 161 triệu đô la New Zealand trợ cấp phim. Trong khi phó lãnh đạo đảng ACT Brooke van Velden chỉ trích chương trình trợ cấp phim của Chính phủ vì bị cáo buộc lấy tiền tài trợ công từ các lĩnh vực khác, thì Bộ trưởng Phát triển Kinh tế và Phát triển Khu vực Stuart Nash lập luận rằng trợ cấp phim của New Zealand cho các sản phẩm lớn của Hollywood đã mang lại nguồn đầu tư nước ngoài và việc làm rất cần thiết cho người lao động. ngành công nghiệp điện ảnh New Zealand.

### Hiệu ứng hình ảnh
— Cameron, về việc kết hợp quay phim dưới nước và hệ thống chụp chuyển động
Vào ngày 31 tháng 7 năm 2017, có thông báo rằng Wētā FX đã bắt đầu thực hiện các phần tiếp theo của Avatar. Bộ phim có nhiều cảnh quay dưới nước, thực sự được quay dưới nước với dàn diễn viên được ghi hình hiệu suất. Kết hợp quay phim dưới nước và ghi lại hiệu suất là một tính năng chưa từng có trước đây, nhóm đã mất một năm rưỡi để phát triển một hệ thống ghi hình chuyển động mới.
Landau đã tuyên bố vào tháng 11 năm 2015 rằng Avatar 2 sẽ có một số cải tiến lớn về công nghệ kể từ phần phim đầu tiên. Nhiều công việc chiếu sáng trên giai đoạn sản xuất ảo có thể được thực hiện trong quá trình sản xuất thay vì hậu kỳ, và như Alita: Thiên thần chiến binh (2019), do Cameron sản xuất và đồng viết kịch bản, đoàn làm phim có thể sử dụng hai HD nhẹ. camera đầu để ghi lại diễn xuất trên khuôn mặt của các diễn viên. Ngoài ra, họ cũng sử dụng hai con rối kỹ thuật số thay vì chỉ một; một bản sao chính xác của diễn viên thực và một bản sao khác là nhân vật của diễn viên, cho phép nhóm nhắm mục tiêu lại người này sang người kia để làm cho nó chính xác nhất có thể.
Cameron tuyên bố rằng có khả năng bộ phim sẽ được chiếu ở định dạng "3D không kính", cùng với các phần tiếp theo. Nhưng sau đó ông không đồng ý với những tin đồn này và không nghĩ rằng công nghệ này sẽ có mặt ở đó.
Bộ phim được hoàn thành vào ngày 23 tháng 11 năm 2022.

## Âm nhạc
Nhà soạn nhạc Avatar James Horner ban đầu được cho là sẽ viết nhạc cho loạt phim, trước khi ông qua đời trong một vụ tai nạn máy bay vào tháng 6 năm 2015. Vào tháng 12 năm 2019, Simon Franglen, người trước đây đã làm việc với cả Cameron và Horner với tư cách là nhà sản xuất và dàn dựng thu âm kể từ Titanic năm 1997, bao gồm cả Avatar (đáng chú ý là hoàn thành việc soạn nhạc của Horner cho The Magnificent Seven năm 2016 sau khi anh ấy qua đời), được cho là sẽ viết nhạc cho phim. Landau xác nhận tham gia vào dự án vào tháng 8 năm 2021, đồng thời liên kết với các phần tiếp theo sắp tới của Avatar. Bản nhạc của Horner sẽ được sử dụng lại trong phim, ngoài các chủ đề gốc do Franglen sản xuất. Việc chấm điểm cho bộ phim chính thức bắt đầu vào ngày 29 tháng 7 năm 2022, tại Giai đoạn chấm điểm Newman ở 20th Century. Album nhạc phim được phát hành vào ngày 16 tháng 12 năm 2022 bởi Hollywood Records. Một album nhạc nền mở rộng, bao gồm 10 bài hát khác từ bản nhạc gốc, sau đó được phát hành vào ngày 20 tháng 12.
Vào tháng 11, có thông tin cho rằng bộ phim sẽ giới thiệu một bài hát gốc có tựa đề "Song Chord" do Franglen và Zoe Saldaña thể hiện. Tháng sau, có thông báo rằng ca sĩ người Canada The Weeknd sẽ đóng góp một bài hát gốc, "Nothing Is Lost (You Give Me Strength)", cho bộ phim do Franglen và siêu nhóm Thụy Điển Swiss House Mafia sản xuất.

## Tiếp thị

Áp phích teaser của phim.

Disney đã quảng bá rộng rãi Avatar: The Way of Water trên nhiều nền tảng truyền thông, bao gồm bán hàng, sản phẩm tiêu dùng, công viên giải trí và quảng cáo. Tại CinemaCon 2022, tựa đề mới cho phần tiếp theo đã chính thức được công bố và đoạn giới thiệu teaser đầu tiên đã được ra mắt tại sự kiện, cùng với bốn hình ảnh đầu tiên mới, thể hiện cuộc phiêu lưu của Na' vi trong và ngoài bờ biển của Pandora. Phim được chiếu tại rạp trong buổi ra mắt phim Phù thủy tối thượng trong Đa Vũ trụ hỗn loạn, và sau đó được phát hành trực tuyến vào ngày 9 tháng 5 năm 2022. Teaser đã kết thúc cửa sổ trực tuyến trong 24 giờ đầu tiên với 148,6 triệu lượt xem, bao gồm 23 triệu lượt chỉ riêng từ Trung Quốc, theo Disney và 20th Century. Grant Ridner của GQ nhận xét "Đoạn giới thiệu có tối thiểu đối thoại và chủ yếu tập trung vào các cảnh quay của Pandora cerulean và cư dân của nó, cũng như hệ động thực vật bản địa." Tuy nhiên, Stuart Heritage của The Guardian đã chỉ trích đoạn giới thiệu rằng "Không có dấu vết tiền đề nào ở đây, nhân vật hay bất kỳ hành động thực tế nào để nói đến. Thay vào đó, chúng tôi có một phút rưỡi khung cảnh đẹp mắt. Nó giống như bị bắt làm con tin nhìn vào hình ảnh kỳ nghỉ của ai đó." Louis Chilton của The Independent cũng cảm thấy rằng đoạn giới thiệu "có cảm giác quá giống một bản demo công nghệ hoặc đoạn giới thiệu cho phần tiếp theo của trò chơi điện tử đã được ấp ủ từ lâu".
Vào tháng 6 năm 2022, đoạn giới thiệu đã được Disney chỉnh sửa trước khi chiếu rạp bộ phim Lightyear của Pixar, trong đó các phân cảnh có cảnh Sully cầm súng trường và một vài khẩu súng đã được chỉnh sửa. Theo Russ Burlingame của Comic Book Resources, đoạn giới thiệu đã được chỉnh sửa do "tình cảm của công chúng nhằm tránh tôn vinh bạo lực súng đạn" khi Lightyear phát hành sau vụ xả súng ở trường tiểu học Robb, trong khi Drew Taylor của TheWrap cho rằng sự thay đổi đã được thực hiện theo yêu cầu của Hiệp hội Điện ảnh về việc đính kèm đoạn giới thiệu với các bộ phim được xếp hạng PG. Bộ ảnh mới được phát hành bởi Empire vào ngày 30 tháng 6 năm 2022, cho thấy Kate Winslet và Cliff Curtis trong hình dạng Na'vi của họ, và các bức ảnh tiếp theo được phát hành vào ngày hôm sau, cho thấy Sigourney Weaver trong vai Kiri, con gái Na'vi tuổi teen được nhận nuôi của Neytiri. Mặc dù bộ phim không được quảng bá tại sự kiện San Diego Comic-Con, Lego đã phát hành bốn bộ mới từ nhượng quyền thương mại như một phần của chương trình khuyến mãi.
Tám phút cảnh quay của bộ phim được trình chiếu dưới dạng 3D tại D23 Expo vào ngày 10 tháng 9 năm 2022. McFarlane Toys đã ra mắt một số nhân vật hành động dựa trên các nhân vật và sinh vật, được ra mắt tại sự kiện. Các bộ sưu tập chính thức ra mắt vào ngày 1 tháng 10. Đoạn phim thứ hai từ bộ phim được chiếu trong phần credit của Avatar tái phát hành vào ngày 23 tháng 9, rõ ràng là khác nhau ở các phiên bản và buổi chiếu khác nhau. Đoạn giới thiệu chính thức được phát hành vào ngày 2 tháng 11 năm 2022, lúc Good Morning America. Các nhân vật áp phích thương hiệu mới đã được phát hành vào ngày 21 tháng 11 năm 2022 và đoạn giới thiệu thứ hai và cũng là đoạn giới thiệu cuối cùng cũng được phát hành. Đoạn phim dài 18 phút "chưa từng thấy" từ bộ phim được phát hành độc quyền tại hội nghị CCXP vào ngày 2 tháng 12. Đoạn phim có cốt truyện độc lập xung quanh nhân vật của Jake và các sự kiện xảy ra vài năm kể từ phần phim đầu tiên.
Disney đã khởi xướng chiến dịch toàn cầu về môi trường, "Keep Our Oceans Amazing", để hỗ trợ Tổ chức Bảo tồn Thiên nhiên trong việc bảo tồn môi trường sống biển và các loài động vật. Một cuốn sách nghệ thuật khái niệm có tựa đề The Art of Avatar: The Way of Water, được viết bởi Tara Bennett và chuyển tiếp bởi Robert Rodriguez, đã có sẵn để đặt hàng trước vào tháng 10 năm 2022 và sẽ được phát hành đồng thời với bộ phim. Một cuốn sách khác có tựa đề Avatar The Way of Water: The Visual Dictionary của Joshua Izzo cũng sẽ được phát hành cùng với bộ phim.
Deadline Hollywood ước tính rằng các nhà quảng cáo đã trả hơn 170 triệu đô la cho các quảng cáo. Lightstorm Entertainment và Mercedes-Benz hé lộ mẫu xe ý tưởng Vision AVTR lấy cảm hứng từ bộ phim tại sự kiện Hội chợ Điện tử Tiêu dùng (CES) năm 2020. Amazon Echo đã kích hoạt các tương tác cho các trợ lý ảo Alexa dựa trên bộ phim, đây là lần đầu tiên hãng làm như vậy cho bất kỳ bộ phim nào. Tại Trung Quốc, Disney hợp tác với JD.com và Alipay để quảng cáo, trong khi Razer Inc. ra mắt chuột máy tính Yaqi Orochi V2 Avatartrong nước theo chủ đề sau bộ phim. NYX Professional Makeup thuộc sở hữu của L'Oréal đã quảng cáo dòng sản phẩm trang điểm lấy cảm hứng từ bộ phim. Kellogg's đã tung ra khoảng 53 triệu gói theo chủ đề Avatar trên ba nhãn hiệu của mình. Motorola Mobility và Deutsche Telekom hợp tác với Disney để quảng cáo bộ phim lần lượt ở Mỹ Latinh và EMEA.
Steven Gould đã được thuê để viết bốn cuốn tiểu thuyết dựa trên bốn phần tiếp theo của Avatar, bắt đầu với Avatar 2.

## Phát hành

### Công chiếu tại rạp
Buổi ra mắt thế giới của Avatar: Dòng chảy của nước được tổ chức vào ngày 6 tháng 12 năm 2022, tại Odeon Luxe Leicester Square ở London. Bộ phim được phát hành tại các rạp ở Hoa Kỳ vào ngày 16 tháng 12 năm 2022, với sự phát hành của Walt Disney Studios Motion Pictures thông qua nhãn hiệu 20th Century Studios. Bộ phim là bộ phim đầu tiên trong sê-ri được phát hành dưới tên Disney, kể từ khi Disney mua lại cả 20th Century Studios và quyền đối với Avatar vào năm 2019. Phm được phát hành dưới định dạng RealD 3D, Dolby Cinema, IMAX, và IMAX 3D. Các buổi chiếu chọn lọc cũng có hỗ trợ cho tỷ lệ khung hình cao động lên tới 48 khung hình mỗi giây. Dòng chảy của nước, cùng với các phần tiếp theo sắp ra mắt, được phát hành trên Dolby Vision. Dòng chảy của nước là một trong những đợt phát hành rộng rãi nhất từng được thực hiện cho một bộ phim của Disney, ra mắt trên hơn 12.000 rạp ở Hoa Kỳ và Canada và 40.000 rạp quốc tế.
Bộ phim đã phải trải qua tám lần trì hoãn do đoàn làm phim dành nhiều thời gian hơn cho quá trình viết kịch bản, tiền sản xuất và hiệu ứng hình ảnh. Ban đầu vào cuối năm 2010, bộ phim được lên kế hoạch phát hành vào tháng 12 năm 2014. Đến giữa năm 2013, Cameron ban đầu dự định Avatar 2 sẽ ra mắt vào tháng 12 năm 2015, mà sau đó đã bị trì hoãn đến năm 2016 và sau đó đến năm 2017. Vào tháng 4 năm 2016, Cameron đã công bố bốn phần tiếp theo của Avatar sẽ được phát hành vào tháng 12 năm 2018, 2020, 2022 và 2023; nhưng, vào tháng 3 năm 2017, anh ấy tuyên bố rằng bộ phim này sẽ không được phát hành vào năm 2018 do quá trình sản xuất rộng rãi và quá trình xử lý hiệu ứng hình ảnh.
Vào tháng 4 năm 2017, một ngày phát hành mới vào ngày 18 tháng 12 năm 2020 đã được công bố, với tất cả các phần tiếp theo khác: Avatar 3, 4 và 5 phát hành lần lượt vào ngày 17 tháng 12 năm 2021, ngày 20 tháng 12 năm 2024 và ngày 19 tháng 12 năm 2025. Tuy nhiên, sau thông báo về ba bộ phim Star Wars sắp tới, vào tháng 5 năm 2019, các phần tiếp theo đã bị trì hoãn thêm hai năm, với bộ phim này được lên kế hoạch phát hành vào ngày 17 tháng 12 năm 2021. Việc phát hành ngày phát hành lại bị hoãn lại do đại dịch COVID-19 và vào tháng 8 năm 2020, ngày phát hành mới là ngày 16 tháng 12 năm 2022 đã được công bố. Đề cập đến sự chậm trễ, Cameron cảm thấy lạc quan rằng điều đó sẽ không ảnh hưởng đến thành công của bộ phim, ví nó với các bộ phim Aliens (1986) và Kẻ hủy diệt 2: Ngày phán xét (1991), của ông, cả hai đều là phần tiếp theo thành công về mặt thương mại được phát hành bảy năm sau phần phim gốc. Bộ phim cũng đã được phê duyệt phát hành tại Trung Quốc, trở thành một trong số ít phim bom tấn Hollywood được bật đèn xanh để phân phối tại quốc gia này vào năm 2022.

### Thời lượng
Vào tháng 7 năm 2022, Empire tiết lộ thời lượng là "khoảng ba giờ" ở giai đoạn sản xuất đó.  Vào tháng 11 năm 2022, thời lượng của bộ phim được tiết lộ là 192 phút (3 giờ 12 phút). Trong cuộc phỏng vấn với Empire, Cameron tuyên bố "Tôi không muốn bất kỳ ai than vãn về độ dài khi họ ngồi xem say sưa [ti vi] trong tám tiếng đồng hồ... Tôi đã xem các con mình ngồi xem năm tập phim dài một tiếng liên tiếp. Đây là sự thay đổi mô hình xã hội lớn phải xảy ra: bạn có thể đứng dậy và đi tiểu."
Avatar: Dòng chảy của nước là phim thứ hai của Walt Disney Studios và là phim thứ hai của 20th Century Studios, sau Avengers: Hồi kết và Titanic, có thời lượng hơn ba giờ.

### Phòng vé
Tính đến  ngày 19 tháng 1 năm 2023, Avatar: Dòng chảy của nước đã thu về 578,3 triệu USD tại Hoa Kỳ và Canada, và 1,374 tỷ USD tại các vùng lãnh thổ khác, với tổng doanh thu toàn cầu là 1,953 tỷ USD. Phim có doanh thu mở màn toàn cầu là 441,7 triệu USD, lớn thứ 11 mọi thời đại và lớn thứ ba trong kỷ nguyên đại dịch sau Người Nhện: Không còn nhà (601 triệu USD) và Phù thủy tối thượng trong Đa Vũ trụ hỗn loạn (452,4 triệu USD). IMAX chiếm 48,8 triệu đô la, doanh thu cuối tuần toàn cầu cao thứ hai từ trước đến nay đối với một bộ phim được phát hành tại các rạp IMAX. Đó là phim có doanh thu cao nhất năm 2022. James Cameron ước tính rằng do kinh phí của bộ phim gần như phá kỷ lục, bộ phim phải nằm trong số tám bộ phim có doanh thu cao nhất trong lịch sử thì mới hòa vốn. Ngoài ra, đây là bộ phim thứ 51 đạt cột mốc 1 tỷ USD và là bộ phim thứ tư trong kỷ nguyên đại dịch sau Người Nhện: Không còn nhà, Phi công siêu đẳng Maverick và Thế giới khủng long: Lãnh địa.
Đến ngày 14 tháng 12, trước khi bộ phim được phát hành trong nước, Boxoffice Pro dự kiến doanh thu cuối tuần mở màn ở Hoa Kỳ và Canada là 145–179 triệu USD, và với tổng doanh thu nội địa cuối cùng là 574–803 triệu USD. Bộ phim đã kiếm được 53,2 triệu USD trong ngày đầu tiên, bao gồm 17 triệu USD từ các suất chiếu trước vào tối thứ Năm. Phim tiếp tục ra mắt với doanh thu 134,1 triệu đô la vào cuối tuần, gần gấp đôi so với doanh thu mở màn ban đầu là 77 triệu đô la, thấp hơn kỳ vọng trong khi đứng đầu phòng vé. Deadline Hollywood và Variety ghi nhận số lượng khán giả rời rạp cao, tỷ lệ giảm nhẹ hàng ngày, sự cạnh tranh hạn chế từ các bộ phim khác và kỳ nghỉ lễ Giáng sinh sắp tới, tất cả đều cho thấy khả năng có chân vững chắc tại phòng vé. Bộ phim đã kiếm được 64 triệu đô la trong tuần thứ hai công chiếu, giảm 52% và 95,5 triệu đô la trong bốn ngày cuối tuần lễ Giáng sinh, tiếp tục đứng đầu phòng vé.
Bên ngoài Hoa Kỳ và Canada, bộ phim đã thu về 307,6 triệu USD tại 52 quốc gia trong tuần đầu tiên ra mắt. Năm doanh thu mở màn lớn nhất của phim tính đến cuối tuần là ở Trung Quốc (56,8 triệu USD), Hàn Quốc (24,9 triệu USD), Pháp (21,7 triệu USD), Đức (19,4 triệu USD) và Ấn Độ (19,2 triệu USD). Trong tuần thứ hai, phim thu về 168,6 triệu USD, giảm 42%. Đến ngày 26 tháng 12, tổng số quốc gia có lượt chạy lớn nhất là Trung Quốc (104,5 triệu USD), Pháp (60,5 triệu USD), Hàn Quốc (55,4 triệu USD), Đức (41,5 triệu USD) và Ấn Độ (39,2 triệu USD).

## Đón nhận
Trên trang web tổng hợp đánh giá Rotten Tomatoes, 78% trong số 384 bài phê bình của các nhà phê bình là tích cực, với điểm trung bình là 7,1/10. Sự đồng thuận của trang web có nội dung: "Nói một cách tường thuật, nó có thể là thứ khá chuẩn—nhưng nói một cách trực quan, Avatar: Dòng chảy của nước là một trải nghiệm nhập vai tuyệt vời." Metacritic, sử dụng điểm trung bình có trọng số, cho bộ phim số điểm 67 trên 100, dựa trên 68 nhà phê bình, cho thấy "các bài đánh giá nhìn chung là thuận lợi". Khán giả được thăm dò bởi CinemaScore cho điểm trung bình của phim là "A" trên thang điểm từ A+ đến F, giống như Avatar đầu tiên, trong khi PostTrak báo cáo 91% khán giả cho điểm tích cực về bộ phim, với 82% nói rằng họ chắc chắn sẽ giới thiệu bộ phim.
Các bài đánh giá tích cực tập trung vào hình ảnh đẹp mắt của bộ phim và ủng hộ việc xem nó ở định dạng lớn nhất có thể. Nhà phê bình Richard Roeper của Chicago-Sun Times đã đánh giá cao phần hình ảnh của bộ phim là "một số hình ảnh rực rỡ, rực rỡ và lộng lẫy nhất từng thấy trên màn ảnh." Nhà phê bình Owen Gleiberman của Variety ca ngợi bộ phim là một "phần tiếp theo ngoạn mục đến chóng mặt" với các cảnh chiến đấu "được duy trì một cách kỳ diệu", "những cảnh quay khiến bạn hoa cả mắt, đầu óc quay cuồng và linh hồn của bạn chạy đua" và "tuyệt đỉnh nghệ thuật 3D (không bao giờ nhìn thẳng vào mặt bạn, chỉ là những hình ảnh có vẻ ngoài và cảm giác như được điêu khắc) [điều đó] làm cho mỗi lần lướt dưới nước của bộ phim đều mang lại cảm giác trải nghiệm như chính bạn đang thực hiện." Mặt khác, Gleiberman cảm thấy rằng câu chuyện là "cơ bản" với một "chuỗi lời sáo rỗng có thể sử dụng được", "đối thoại chân thực" và ít chiều sâu đối với các nhân vật. Nhà phê bình David Sims của The Atlantic nói rằng bộ phim sẽ khiến khán giả kinh ngạc và thể hiện "những thú vui mới...trong thế giới xa lạ của Pandora" đồng thời lưu ý rằng bộ phim có một khởi đầu chậm chạp và "bận rộn với các chi tiết cốt truyện trong khi bộ phim cập nhật cho khán giả về cuộc sống của người Pandora trong hơn một thập kỷ qua." Nhà phê bình Justin Chang của Los Angeles Times  đã ca ngợi Cameron là "một trong số ít những người có tầm nhìn xa của Hollywood thực sự xứng đáng với thuật ngữ bị lạm dụng nhiều đó" và tuyên bố rằng bộ phim sẽ "khiến hầu hết những người phản đối ông phải im lặng", đồng thời ca ngợi bộ phim dịu dàng và tình cảm. Nhà phê bình Leah Greenblatt của Entertainment Weekly tổng kết bài đánh giá của cô ấy về The Way of Water nói rằng nó "tạo ra thực tế toàn diện của riêng nó, một thế giới được xây dựng tỉ mỉ đáng kinh ngạc và bao trùm như bất cứ thứ gì chúng ta từng thấy trên màn ảnh — cho đến khi chiếc vương miện đó được thông qua, chắc chắn là vào tháng 12 năm 2024, ngày phát hành dự kiến của Avatar 3."
Tuy nhiên, một số nhà phê bình cảm thấy bộ phim quá dài và câu chuyện không đủ chiều sâu để biện minh cho độ dài. Nhà phê bình Anthony Lane của The New Yorker cho rằng "Bộ phim dài hơn ba tiếng đồng hồ, một số đoạn gần đến mức nguy hiểm đến mức khiến người ta say sưa; phải đến phần ba cuối cùng, Cameron mới áp dụng đòn roi và nhắc nhở chúng ta rằng, trong quá trình dàn dựng các phân cảnh hành động, anh ấy vẫn vượt trội." Nhà phê bình Peter Bradshaw của The Guardian chỉ trích "cốt truyện nhạt nhẽo một cách đáng sợ" và lưu ý rằng mặc dù có sự thay đổi trong bối cảnh, nhưng "không có một hình ảnh trực quan thú vị nào". Nhà phê bình Mick LaSalle của San Francisco Chronicle gọi đây là "câu chuyện kéo dài một giờ xoay quanh trong một chiếc túi dài 192 phút," đồng thời thừa nhận rằng "trông khá ổn", kết hợp "một trong những ứng dụng 3-D hay nhất cho đến nay, với hình ảnh dường như đã được hình thành trong không gian ba chiều." Nhà phê bình Robbie Collin của The Telegraph nói rằng bộ phim "không có cốt truyện, không có tiền cược và đối thoại tàn bạo" và rằng "bất chấp toàn bộ quá trình xây dựng thế giới của nó, The Way of Water là một trải nghiệm thu hẹp chân trời – cảnh tượng đáng buồn của một nhà làm phim vĩ đại đảo ngược một ngõ cụt sáng tạo."
Toronto Star nhận xét rằng bộ phim không được đón nhận nhiều khi cố gắng khắc họa các cuộc đấu tranh thuộc địa của người dân bản địa, với nhà phê bình Drew Hayden Taylor lưu ý "Theo cách riêng của nó, nó cũng khá thông thường và hơi nhàm chán. Có thể đoán trước được. Tôi đã tham gia vào bộ phim quanh co những trò chơi bài có cốt truyện ít đoán trước hơn."

### Giải thưởng
Avatar: Dòng chảy của nước được đề cử 5 giải Critics' Choice Movie Awards và 2 giải Quả cầu vàng. Nó được vinh danh là một trong mười phim hay nhất năm 2022 bởi Ủy ban Quốc gia về Phê bình Điện ảnh và Viện phim Hoa Kỳ.

## Phần tiếp theo
Dòng chảy của nước là phần đầu tiên trong số bốn phần tiếp theo được lên kế hoạch của Avatar. Avatar 3 bắt đầu quay đồng thời với bộ phim này ở New Zealand vào ngày 25 tháng 9 năm 2017. Dàn diễn viên của các bộ phim trước bao gồm Worthington, Saldaña, Lang, Weaver, Pounder, Curtis, Ribisi, Moore, Rao, Gerald, Dalton, Bliss, Champion, Bass, và Geljo đều đã được thông báo sẽ trở lại trong khi Oona Chaplin và David Thewlis sẽ đóng các nhân vật mới.
Mặc dù hai phần tiếp theo gần đây nhất đã được bật đèn xanh, Cameron đã tuyên bố trong một cuộc phỏng vấn vào tháng 11 năm 2017: "Hãy đối mặt với nó, nếu Avatar 2 và 3 không kiếm đủ tiền, thì sẽ không có phần 4 và 5". Thewlis sau đó đã xác nhận điều này vào tháng 2 năm 2018, nói rằng "họ đang làm phần 2 và 3, họ sẽ xem liệu mọi người có đến xem họ không, sau đó họ sẽ làm phần 4 và 5." Ngược lại, Weaver tuyên bố vào tháng 11 năm 2018, sau khi hai phần tiếp theo đầu tiên hoàn thành phần quay chính, rằng cô ấy hiện đang "bận rộn thực hiện Avatar 4 và 5", mà một số phương tiện truyền thông giải thích là xác nhận rằng hai phần tiếp theo cuối cùng đã bắt đầu quay.
Vào tháng 1 năm 2019, trước đề xuất mua lại 21st Century Fox của Công ty Walt Disney, Giám đốc điều hành Disney Bob Iger xác nhận rằng cả Avatar 4 và Avatar 5 đều đang được phát triển nhưng chưa được bật đèn xanh chính thức. Theo nhà sản xuất Landau vào tháng 2 năm 2019, Iger có thể đã bị hiểu sai. Anh ấy nói rằng Avatar 4 và 5 "không chỉ [được bật đèn xanh]" mà còn một phần ba Avatar 4 đã được quay.